# Emmanuel Maury
Pour les articles homonymes, voir Maury.
Emmanuel Maury, né le 27 février 1966 à Montpellier (Hérault), est un haut fonctionnaire, historien et écrivain français.

## Biographie
Ancien élève de l'École normale supérieure de Fontenay-Saint-Cloud(1987-1990) et diplômé de l'Institut d'études politiques de Paris (1990), Emmanuel Maury est administrateur,, puis conseiller des services de l'Assemblée nationale depuis 1991.
À partir de 1993, il est maître de conférences à l'Institut d'études politiques de Paris. Deux années plus tard, il présente une thèse de doctorat en Sciences économiques à l'Université Montpellier-I.
Durant l'année 1997 et suivante, Emmanuel Maury est chargé de mission au Commissariat à la réforme de l'État, auprès du Premier ministre.
À l'Assemblée nationale, il a été en particulier responsable de la Bibliothèque du Palais Bourbon, de 2015 à 2018.
De 2019 à 2022, il est secrétaire général administratif de l'Assemblée parlementaire de la Francophonie (APF), qui compte 91 parlements et organisations interparlementaires francophones dans le monde.
En 2022, il est nommé juge à la Cour nationale du droit d'asile.

## Autres activités
Emmanuel Maury a été parallèlement pendant plusieurs années professeur à la Faculté libre de droit et d'économie de Paris (FACO) et maître de conférences à l'Institut d'études politiques de Paris.
Il est membre de la Société des gens de lettres et du Conseil international des monuments et des sites. De même que colonel de réserve (RC) de la Gendarmerie nationale.
Il est l'auteur d'essais, d'ouvrages d'histoire, de nouvelles et romans, ainsi que de la première anthologie de la poésie européenne.
Expert reconnu de la francophonie sous tous ses aspects, en particulier des littératures francophones, il est vice-président de l'AFAL (Alliance francophone des associations de langue française), membre de l'Académie des sciences d'outre-mer et de plusieurs prix littéraires.
Membre de l'Académie des Sciences, Arts et Belles-Lettres de Caen, il a également été élu en 2025 Correspondant de l'Institut (Académie des sciences morales et politiques) et maître es jeux de l'Académie des Jeux floraux.

## Publications
- Emmanuel Maury (dir.) (préf. René Rémond, de l'Académie française), Les grands livres de notre temps : les quatre-vingts œuvres qui ont marqué les dix dernières années (Anthologie), Paris, Éditions STH, 1993, 436 p., 24 cm (ISBN 2903463298 et 9782903463298, OCLC 32688344, BNF 35600604, SUDOC 002996820, présentation en ligne)
- La République à refaire (Réforme), Paris, Éditions Michalon, 1999, 343 p., 24 cm (ISBN 2841861171 et 9782841861170, OCLC 300731493, BNF 37055450, SUDOC 048197874, présentation en ligne)
- Miroirs de Paris (poésie), Paris, Éditions Saint-Germain, 2003 (ISBN 9782915246025)
- Coup de foudre (nouvelles), Paris, Éd. Saint-Germain, 2003, 182 p., 21 cm (ISBN 2915246009, BNF 38959418)
- La Confession d'un martyr (roman), Paris, Éditions Saint-Germain, 2003, 118 p., 21 cm (ISBN 2915246017, BNF 38959435)
- Emmanuel Maury (Éditeur scientifique) (préf. Marc Fumaroli, de l'Académie française), Petite anthologie de la poésie européenne : cent chefs-d’œuvre, Sète, Éditions Singulières, 2008, 253 p., 22 cm (ISBN 2354780354 et 9782354780357, OCLC 495209724, BNF 42695375, SUDOC 132887932, présentation en ligne)
- Rien (roman), Paris, Éditions L'Harmattan, 2011, 154 p., 22 cm (ISBN 9782296566811, BNF 42576978, présentation en ligne)
- Chemins de hasard (nouvelles), Paris, Éditions L'Harmattan, coll. « Amarante », 2016, 167 p., 22 cm (ISBN 2140026047 et 9782343110622, BNF 45178878, présentation en ligne)
- Le dernier des Condé : la vie romanesque d'un prince de France (préf. Emmanuel de Waresquiel) (Biographie), Paris, Éditions Tallandier, 2019, 380 p., 22 cm (ISBN 9791021027619, BNF 45642268, présentation en ligne)
- Les plus belles voix de la poésie francophone (préf. Abdou Diouf, avant-propos : Erik Orsenna) (Anthologie), Paris, Éditions Michel de Maule, 2020, 219 p., 16 × 24 cm (ISBN 2876237113 et 9782876237117, présentation en ligne)
- Le roman secret de Chantilly - mille ans d'histoire de France, Perrin, 2024.
- Le goût de la Francophonie (préf. Tahar Ben Jelloun), Mercure de France, 2024.

## Prix et distinctions
- 1999 : Prix de l'Institut de France pour La République à refaire[réf. nécessaire] ;
- 2019 : Prix du Guesclin et Trophée de la Mairie du 8e pour Le dernier des Condé[9].
- Commandeur de l'ordre de la Pléiade (ordre de la Francophonie)
- Chevalier de l'ordre national du Mérite
- Chevalier de l'ordre des Arts et des Lettres